# Birgit Meyn-Horeis
Birgit Meyn-Horeis (* 25. Januar 1962 in Oberndorf) ist eine deutsche Politikerin (SPD).
Birgit Meyn-Horeis besuchte nach der Grundschule in Oberndorf die Realschule Cadenberge. Danach war sie auf der höheren Handelsschule in Cuxhaven. Nach ihrem Abschluss absolvierte sie eine Ausbildung als Verwaltungsangestellte bei der Samtgemeinde Hadeln in Otterndorf. Im Anschluss arbeitete sie als Verwaltungsangestellte bei der Samtgemeinde Hadeln. Im Jahr 1986 wurde sie Mitglied der SPD. Ihre Tätigkeit als Verwaltungsangestellte beendete sie 1993, als sie ihren Erziehungsurlaub antrat. Im Jahr 1994 wurde sie Mitglied der Gewerkschaft ver.di. Bei der Landtagswahl 1994 wurde sie in die 13. Wahlperiode des Niedersächsischen Landtages gewählt, dem sie bis zum Ende der 14. Wahlperiode 2003 angehörte.